# Rama I.

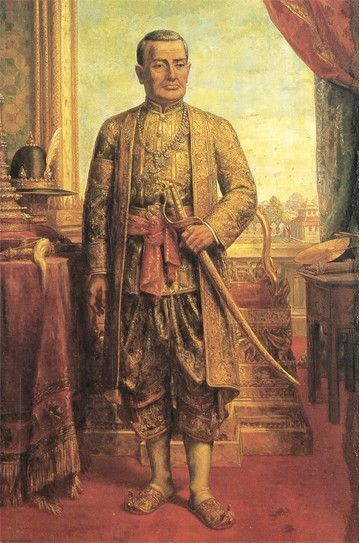
Porträt Ramas I.

Phra Phutthayotfa Chulalok, (Rama I.), (andere Schreibweise: Phra Buddha Yodfa Chulalok(e), Thai: พระบาทสมเด็จ พระพุทธยอดฟ้าจุฬาโลก [pʰráʔ bàːt sŏmdèt pʰráʔ pʰúttʰájôt fáː t͡ɕùlaː lôːk]; * 20. März 1737 in Ayutthaya (Thailand) als Thong Duang; † 7. September 1809 in Bangkok) war König von Siam und Begründer der noch heute regierenden Chakri-Dynastie.

## Name
Wie auch bei anderen hochgestellten Personen im alten Siam änderte sich der Name Ramas I. im Laufe seines Lebens mehrfach, abhängig von der Position, die er jeweils innehatte. Auch noch postum wurde er mit verschiedenen Namen oder Titeln bezeichnet. Sein Geburtsname war Thong Duang, wobei dies ein Name ist, Nachnamen waren noch nicht eingeführt.
Als er während der Herrschaft König Suriyamarins von Ayutthaya stellvertretender Gouverneur von Ratchaburi war, trug er den Titel Luang Yokkrabat. Nach dem Untergang Ayutthayas erhielt er vom neuen König Taksin, unter dem er einer der wichtigsten Feldherren war, nacheinander die Titel Phra Ratcharin (Vorsteher der Polizei), Phraya Aphairanarit, Phraya Yommarat, Phraya Chakri und Chaophraya Chakri. Schließlich schuf Taksin für ihn den Titel Somdet Chaophraya Maha Kasatsuek (der vollständige Titel war noch wesentlich länger), ein Adelstitel so hoch wie ihn noch nie zuvor ein Beamter oder Minister getragen hatte und wie er nur noch dreimal in der thailändischen Geschichte vergeben wurde. Damit stand er quasi einem Mitglied der Königsfamilie gleich.
Als er 1782 selbst den Thron bestieg, nahm er den Namen Ramathibodi an, so wie der Gründer des Königreichs Ayutthaya. Der vollständige Name war noch um einiges länger (Phra Borommaratchathirat Ramathibodi Sisinthon Borommaha Chakkraphat Rachathibodin etc.) und sollte, wie bei früheren siamesischen Königen seinen universellen Machtanspruch manifestieren.
Nach seinem Tod wurde er vom Volk schlicht als Phaendin Ton („die erste Herrschaft“) bezeichnet, sein Sohn als Phaendin Klang („die mittlere Herrschaft“). Da bei logischer Fortsetzung sein Enkel Rama III. „die letzte Herrschaft“ gewesen wäre, beendete dieser die Praxis. Er stiftete dazu zwei Buddhastatuen, die er im Wat Phra Kaeo aufstellen ließ und von denen er je eine seinem Vater und seinem Großvater widmete. Er wünschte, dass die beiden früheren Könige fortan mit den Namen dieser Buddhastatuen bezeichnet werden sollten. Die dem ersten Chakri-König gewidmete hieß Phraphutthayotfa Chulalok („der Buddha an der Spitze des Himmels und der Krone der Welten“). So wird dieser König bis heute in thailändischen Geschichtsbüchern bezeichnet.
Sein Nachfahre Vajiravudh (Rama VI.), der in England studiert hatte, erkannte, dass die meisten siamesischen Königsnamen für westliche Ausländer nur sehr schwer wiederzugeben oder zu merken waren. Er ordnete daher an, dass Ausländer alle Könige der Chakri-Dynastie „Rama“, verbunden mit der jeweiligen Ordnungszahl, nennen sollten. Daher heißt dieser König in der westlichen Literatur „Rama I.“ Im Jahr 1982, 200 Jahre nach seiner Thronbesteigung bekam er auf Kabinettsbeschluss den Beinamen Maharat („der Große“).

## Leben
Thong Duang wurde 1737 in der Regierungszeit von König Borommakot in eine alteingesessene Familie von Ayutthaya geboren. Sein Vater hieß mit bürgerlichem Namen Thong Di und trug den Titel Phra Aksorn Sundorn Smiantra (in thailändischen Geschichtsbüchern bekam er später den Titel Somdet Phra Pathom Borommaha Chanok, der dem Vater eines Königs angemessener ist). Er war ein mittlerer Beamter im Mahatthai, dem Ministerium der Nordprovinzen. Seine Abstammung lässt sich auf Kosa Pan, Phrakhlang (Außenminister) unter König Narai, zurückführen. Thong Duangs Mutter war die Tochter einer sehr reichen chinesischen Familie (Originalton König Mongkut zu John Bowring: „a beautiful daughter of a Chinese richest family“).
Im Alter von 21 begab sich Thong Duang traditionsgemäß für drei Monate in ein buddhistisches Kloster. Kurze Zeit später heiratete er Nak (1737–1826, später Königin Amarindra), die Tochter einer wohlhabenden Mon-Familie in Ratchaburi. Sie war mit der mächtigen persischstämmigen Familie Bunnag verwandt. Durch Nebenfrauen und die Heiraten seiner Geschwister verband er sich in den folgenden Jahren mit allen weiteren einflussreichen Familien des Landes. Zunächst erhielt er eine Anstellung beim Gouverneur von Ratchaburi, im Alter von 25 wurde er Stellvertreter des Gouverneurs mit dem Titel Luang Yokkrabat. 1761 wurde er unter König Ekathat selbst zum Gouverneur der Provinz Ratchaburi ernannt.
Nach der Niederlage Ayutthayas 1767 und dem Zerfall des Reiches wurde sein Vater Militärchef (Chakri) des Gouverneurs von Phitsanulok, der sich für unabhängig erklärte und die Königswürde anstrebte. Sein sechs Jahre jüngeren Bruder Surasi (Bunma) schloss sich dagegen dem charismatischen, aber als Bürgerlicher geborenen, General Taksin an, der den Widerstand gegen die birmanische Besatzung organisierte und sich 1768 zum König von Siam mit der Hauptstadt Thonburi machte. Surasi stellte Thaksin seinen älteren Bruder vor, der bald Führungspositionen in dessen Heer einnahm. Als Heerführer war Thong Duang für mehrere von Taksins Eroberungszügen verantwortlich. Als Dank für seine militärischen Erfolge erhielt Thong Duang 1775 den Titel des Chao Phraya Chakri, einen der höchsten feudalen Titel, abgesehen von der Königsfamilie.
Im Jahre 1778 gelang es Chao Phraya Chakri, Vientiane nach einer kurzen Belagerung einzunehmen. Seine Kriegsbeute aus Vientiane, den Smaragd-Buddha, brachte er in einem Triumphzug nach Thonburi. Dieser wurde zunächst im Haupt-Tempel Wat Arun untergebracht, der direkt neben dem Palast von König Taksin lag. Außerdem verschleppten die Sieger hunderte laotischer Familien in das zentralthailändische Tiefland.
1781 schlug Chao Phraya Chakri einen Aufstand in Kambodscha nieder. Zur gleichen Zeit verwirrte sich der Geisteszustand von König Taksin zunehmend, unter anderem ließ er seine Frauen und Kinder hinrichten und sich als Sotapanna (eine Vorstufe zum Erleuchtetsein) verehren. Er wurde in einer Palastrevolte abgesetzt und getötet, wie es ein Gesetz aus dem 15. Jahrhundert für Mitglieder der Königsfamilie vorschrieb: Eingebunden in einen Samtsack wurde er mit einem Sandelholz-Stock zu Tode geprügelt. Man bot dem Chakri, der bestens mit allen einflussreichen Familien des Landes vernetzt war, den nunmehr verwaisten Thron an.

## Regierungszeit

### Thronbesteigung und neue Hauptstadt

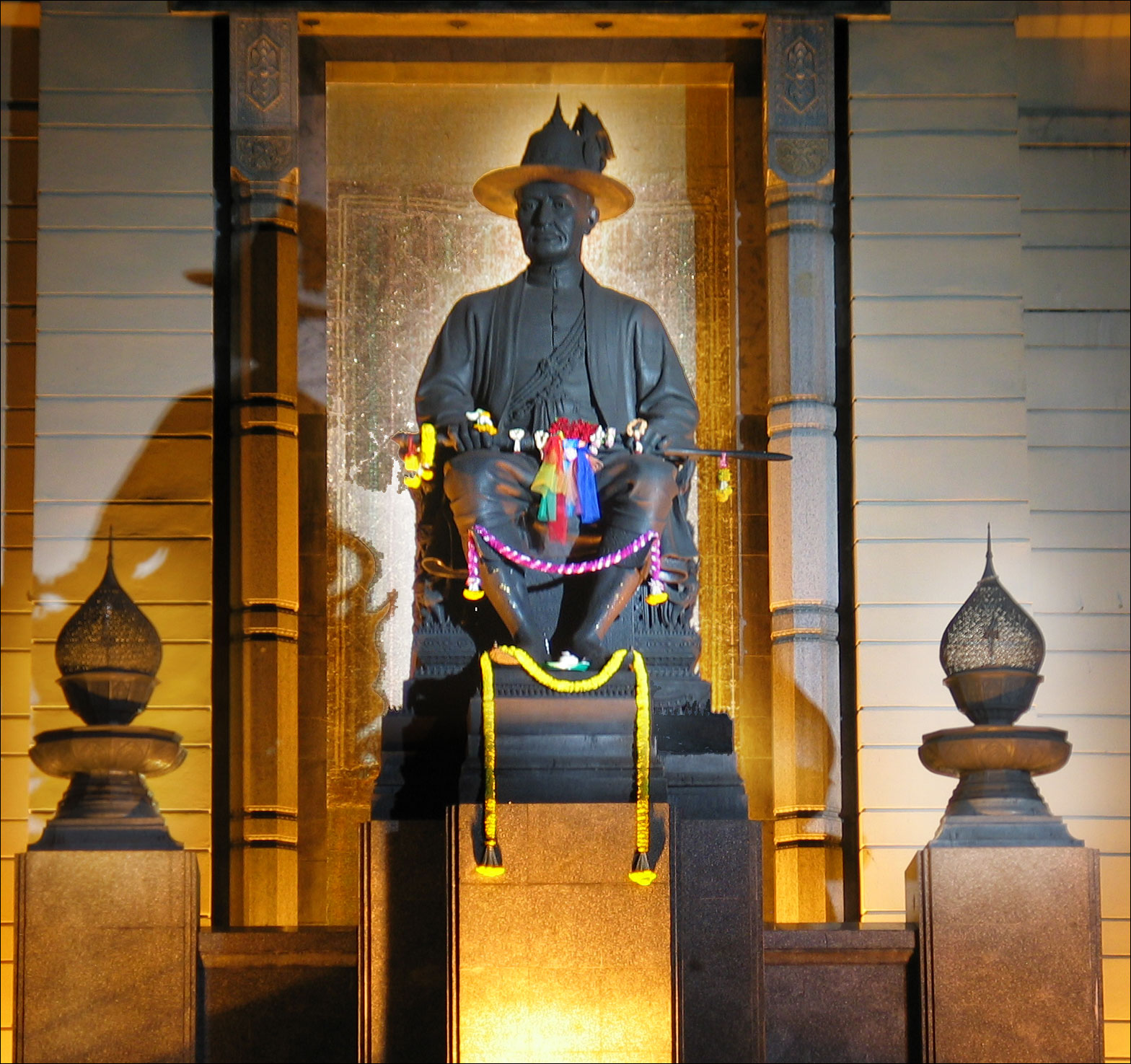
Statue des Königs Phra Phutthayotfa Chulalok an der Memorial Bridge, Bangkok

Am 6. April 1782, der noch heute gesetzlicher Feiertag ist, übernahm der Chakri den Thron Siams und begründete damit die Chakri-Dynastie, die bis heute die Monarchen Thailands stellt.
Eine seiner ersten Amtshandlungen war, die Hauptstadt des Reiches von Thonburi auf der westlichen Seite des Flusses Chao Phraya auf die östliche zu verlegen und dort eine neue Metropole zu errichten, die Rattanakosin genannt wurde und dem Kern des heutigen Bangkok entspricht. Damit leitete er die bis heute andauernde „Rattanakosin-Periode“ der thailändischen Geschichte ein. Für den Umzug gab es vermutlich mehrere Gründe. Er erleichterte die Verteidigung des Regierungssitzes gegen einen potentiellen Angriff der Birmanen von Westen. Außerdem hatte Taksin in Thonburi nur einen hölzernen Palast gehabt, dessen Ausbau von zwei angrenzenden Tempeln behindert wurde. In Rattanakosin konnte der neue König dagegen einen gewaltigen Steinpalast anlegen, den bis heute bestehenden Großen Palast. Letztlich wollte er sich mit einem solchen Neuanfang womöglich auch vom Ruch der Usurpation befreien.
Innerhalb der Palastmauern ließ er den Wat Phra Kaeo errichten, um den von ihm aus Vientiane eroberten Smaragd-Buddha zu beherbergen, der seither das spirituelle Herrschaftssymbol der siamesischen Könige darstellt. Mit Rattanakosin wollte Rama das zerstörte Ayutthaya wiederauferstehen lassen. Um die neue Hauptstadt ließ er einen Wassergraben anlegen, damit diese wie Ayutthaya auf einer Insel liege. Außerdem befahl er, Steine von den Ruinen der alten Metropole heranzuschaffen und in den neuen Repräsentationsgebäuden zu verwenden, um eine Kontinuität herzustellen.

### Innenpolitik
Rama I. bemühte sich, das zwar von birmanischer Oberherrschaft befreite und dank der militärischen Erfolge vergrößerte, aber politisch und sozial noch instabile Siam wieder zu beruhigen. Damit wollte er Krisen und Rebellionen, wie den Sturz seines Vorgängers Taksin, künftig vermeiden. Er belebte die traditionellen Zeremonien der Ayutthaya-Zeit wieder, die nach dem Untergang der alten Hauptstadt außer Gebrauch gefallen waren. So schuf er wieder ein verfestigtes System von Gemeinschaft, Hierarchie und Identität als Basis des Staats. Erst als er diesen 1785 konsolidiert sah, ließ er sich formell zum König krönen.
Er reorganisierte die buddhistische Sangha, die sich nach Ansicht des Königs in einer Krise befand. Viele Mönche hatten eine ungenügende Bildung, hielten sich nicht an die Ordensregeln, ergingen sich in unmoralischen Handlungen und hingen unorthodoxen Lehren an. Das hatte auch Taksin, mit seiner Behauptung, selbst auf dem Weg zur Buddhaschaft zu sein, befördert. Es kursierten extreme religiöse Strömungen, während konservative Religionsgelehrte von Taksin degradiert und bestraft worden waren, weil sie sich ihm widersetzt hatten. Der neue König erließ daher eine Reihe von Gesetzen, die die Disziplin in der Mönchsgemeinde wieder stärken sollten und berief strenggläubige und belesene Kleriker in Spitzenpositionen der buddhistischen Hierarchie. Er berief außerdem Kommissionen ein, die Unklarheiten in den überlieferten Lehrtexten ausräumen sollten. Einen Höhepunkt nahm dies mit der Einberufung eines großen Rates, der von 1788 bis 1789 tagte und eine für Siam verbindliche Fassung des Tipitaka („Dreikorb“), also des in Pali verfassten Kanons der wichtigsten Lehren Buddhas, beschloss. Rama I. ließ außerdem zahlreiche Tempel restaurieren, neu gründen oder in den königlichen Rang („Wat Luang“) erheben wie z. B. der Wat Pho. Er bestritt den Unterhalt tausender Mönche aus der Staatskasse. Damit schloss er ein festes Bündnis von Monarchie und religiösem Establishment.
Im Jahr 1805 berief Rama I. eine Versammlung von Richtern und Rechtsgelehrten ein, die die überlieferten Regeln und Gesetze Siams zusammentragen, durchsehen und überarbeiten sollten. Anschließend bearbeitete der König diese selbst noch einmal, um Vorschriften auszuschließen, die seinen eigenen Gerechtigkeitsvorstellungen nach unpassend oder widersprüchlich waren. Der entstehende Kodex wurde als das „Gesetz der drei Siegel“ (Kotmai Tra Sam Duang) erlassen und diente bis ins späte 19. Jahrhundert (Regierungszeit Chulalongkorns) als Kern der siamesischen Rechtsordnung.
Auch wenn er bestrebt war, das Althergebrachte wiederherzustellen und zu konsolidieren, schuf Rama I. nach Ansicht des auf thailändische Geschichte spezialisierten Historikers David K. Wyatt „etwas radikal Neues“. Anders als die meisten siamesischen Könige vor ihm, deren Herrschaft oft als willkürlich und despotisch beschrieben wird, war das Vorgehen dieses Königs (bzw. seiner Berater) strukturiert und von gewissen abstrakten Prinzipien (die in buddhistischen und siamesischen Traditionen wurzelten) geleitet. Er ließ zwar die hergebrachten Rechtssätze Ayutthayas sammeln, änderte aber die Vorschriften, die ihm ungerecht erschienen. Den in Ayutthaya überlieferten Kanon der Lehren Buddhas versuchte er, von in der Zwischenzeit aufgetretenen Verfälschungen zu bereinigen. Die traditionellen höfischen Zeremonien Ayutthayas ließ er wieder einführen (so wie sie angeblich in der „Blütezeit“ der Herrschaft Borommakots gewesen waren), betonte dabei aber deren buddhistische Elemente und kehrte die brahmanischen und animistischen Einflüsse in den Hintergrund. So fasst auch der Historiker Barend Jan Terwiel die Herrschaft des ersten Chakri-Königs als „innovation in the guise of orthodoxy“ („Innovation im Gewand der Orthodoxie“) zusammen. Anders als frühere siamesische Könige legte Rama I. auch seine Motivation für Entscheidungen offen und bemühte sich, diese gegenüber der Öffentlichkeit (zumindest der Elite, die sich damit beschäftigte) mit rationalen Argumenten zu begründen.
Anders als frühere Usurpatoren, einschließlich seines unmittelbaren Vorgängers Taksin, hob sich Rama I. nach seiner Thronbesteigung nicht sehr von seinen früheren Mitstreitern, Verbündeten und Verwandten ab, die nun als Minister, Beamte und Offiziere unter ihm dienten, sondern nahm diesen gegenüber eher die Rolle eines primus inter pares ein. Er wird demzufolge als gerechter König beschrieben.

## Phra Phutthayotfa Chulalok als Autor
Der Anfang der Regierungszeit war immer noch belastet durch den nahezu vollständigen Verlust der Literatur und der Gesetzestexte von Ayutthaya. König Phra Phutthayotfa Chulalok ließ deshalb die Gesetze neu fassen, konnte so eine gewisse Modernisierung vornehmen. Er war selbst sehr an der Literatur interessiert und verfasste das Ramakien, die thailändische Version des indischen Ramayana.

## Tod
Phra Phutthayotfa Chulalok starb am 7. September 1809 in Bangkok und wurde dort nach buddhistischem Ritus eingeäschert. Sein ältester Sohn Itsarasunthon folgte ihm auf dem Thron. Er ist heute als Rama II. bekannt.

## Wirkung
Eine Statue von König Phra Phutthayotfa Chulalok wurde auf Anordnung von König Prajadhipok (Rama VII.) errichtet. Sie steht auf dem östlichen Ufer des Mae Nam Chao Phraya am Fuße der Phra Phutthayotfa-Brücke. Die Statue wurde von Prinz Narit entworfen und von Professor Silpa Bhirasri angefertigt. Die Statue konnte am 6. April 1932 (also 150 Jahre nach der Inthronisierung von König Phutthayotfa Chulalok) der Öffentlichkeit übergeben werden. Seit diesem Tag gilt der 6. April als Chakri-Tag und ist offizieller Feiertag. Anlässlich des 200. Jubiläums seiner Thronbesteigung wurde ihm 1982 der Beiname „der Große“ verliehen.